# کدبری

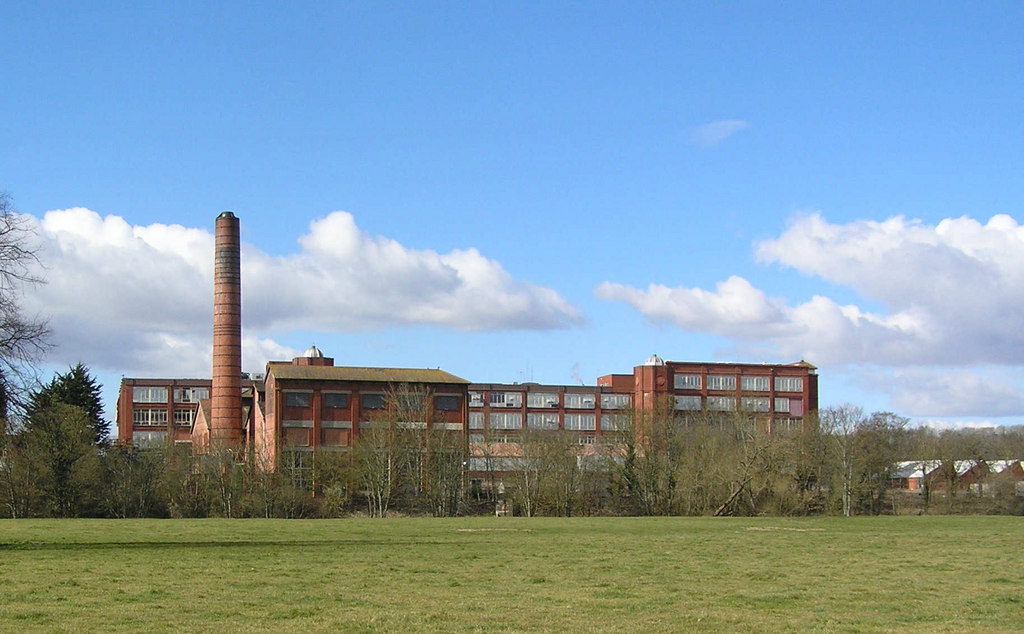
کارخانه کدبری در لهستان

کدبری (به انگلیسی: Cadbury) شرکت صنایع غذایی بریتانیایی است، که در زمینه تولید شکلات، آدامس، آب‌نبات و فراورده‌های قندی فعالیت می‌نماید.
شرکت کدبری در سال ۱۸۲۴ توسط جان کدبری در شهر بیرمنگام راه‌اندازی شد. این شرکت در سال ۲۰۱۰ به ارزش ۱۶٫۲ میلیارد دلار، توسط شرکت آمریکایی کرفت فودز خریداری شد، که در سال ۲۰۱۲ در پی تفکیک بخش فراورده‌های قندی کرفت فودز در قالب شرکت موندلیز، کدبری نیز به شرکت موندلیز واگذار گردید. دفتر مرکزی این شرکت در اوکسبریج، لندن قرار دارد.